# Гньоздово
Гньоздово (Гніздово, рос. Гнёздово, пол. Hniezdowo) — присілок у Смоленському районі Смоленської области (нині — Російська федерація). Розташоване біля річки Дніпра, західніше міста Смоленська, відстань до якого по шосе — близько 15 км. Є однойменна залізнична станція на лінії Смоленськ — Вітебськ.

## Історія
Гніздово вважають первісним Смоленськом, так як археологічних шарів в останньому раніше 11 століття не виявлено.
Один з головних варязьких центрів Руси.
На залізничну станцію Гньоздово привозили розстріляних пізніше польських офіцерів поблизу Катині.
Поблизу  Гніздова, на території «Гньоздовського археологічного комплексу», у 2012—2015 роках проводили фестивалі історичної реконструкції та слов'янської культури.